# Karabin maszynowy Typ 62
Typ 62 (Model 62, M62, Type 62) – japoński uniwersalny karabin maszynowy.

## Historia
W latach 50. XX wieku Japońskie Siły Samoobrony były uzbrojone w broń dostarczoną przez USA. W 1956 roku ogłoszono konkurs na nowy karabin maszynowy, następcę ckm-ów M1917 i M1919 kalibru 30-06 US.
W 1962 roku do uzbrojenia przyjęto skonstruowany w firmie Sumimoto Heavy Industries ukm Model 62 (przed przyjęciem do uzbrojenia używana była nazwa Model 9M). Model 62 jest zasilany standardową amunicją 7,62 × 51 mm NATO, ale może strzelać także jej wersją elaborowaną mniejszą ilością prochu bezdymnego (przeznaczoną do zasilania karabinów automatycznych Typ 64).
W 1974 roku do uzbrojenia wprowadzono wersję Typ 62, czołgowy karabin maszynowy Typ 74. Jest on wyposażony w cięższą lufę, elektrospust i posiada mechanizm zmiany szybkostrzelności (szybkostrzelność 700 lub 1000 strz/min). Zmieniono także konstrukcję regulatora gazowego. Ponieważ przewidywano możliwość demontażu karabinu maszynowego Model 74 i użycia go poza czołgiem (na podstawie trójnożnej) zachowano mechaniczne przyrządy celownicze (muszkę przeniesiono obsadę lufy).
Karabin maszynowy Model 62 nie był eksportowany i jest używany wyłącznie przez armię japońską.

## Opis
Typ 62 jest bronią samoczynną. Zasada działania oparta na odprowadzaniu części gazów prochowych przez boczny otwór lufy, z krótkim ruchem tłoka gazowego. Broń wyposażona jest w regulator gazowy. Typ 62 strzela z zamka otwartego. Zamek ryglowany przez przekoszenie w płaszczyźnie pionowej przedniej części zamka (jedyna znana broń z tak rozwiązanym mechanizmem ryglowym). Wyciąg sprężynujący znajduje się w zamku, rolę wyrzutnika pełnią występy komory zamkowej (łuski wyrzucane są do dołu). Mechanizm uderzeniowy bijnikowy z iglicą zamocowaną w gnieździe suwadła. Mechanizm spustowy tylko do ognia ciągłego. Bezpiecznik nastawny, włączony bezpiecznik unieruchamia zaczep suwadła.
Typ 62 jest bronią zasilaną przy pomocy standardowej natowskiej taśmy M13. Zasilanie lewostronne, donośnik przesuwakowy napędzany przez zamek, taśma przesuwa się przy odrzucie.
Lufa ciężka, szybkowymienna, użebrowana, zakończona tłumikiem płomienia. Do lufy przymocowana jest komora gazowa z regulatorem gazowym i podstawą muszki.
Typ 62 wyposażony jest w łoże, chwyt pistoletowy i transportowy, oraz dwójnóg. Dwójnóg o regulowanej wysokości, mocowany do rury gazowej (za komorą gazową). Kolba stała z oporą naramienną. Przyrządy celownicze mechaniczne (celownik ramkowy). Przed celownikiem mechanicznym znajduje się szyna umożliwiająca montaż celownika optycznego lub peryskopowego.
W wersji ckm, Typ 62 jest montowany na zmodernizowanym trójnogu M2.